# Libro rojo (Jung)
El Libro rojo (Rote Buch, en alemán; Red Book, en inglés) es un manuscrito escrito e ilustrado por el psiquiatra y psicólogo suizo Carl Gustav Jung aproximadamente entre 1914 y 1930, siendo considerado el núcleo de su obra posterior. El escrito fue denominado por Jung Liber Novus (Libro nuevo, en latín). El manuscrito de tamaño folio (15.35 por 11.57 pulgadas; 38.99 por 29.39 cm) se encuadernó en cuero rojo, y Jung solía llamarlo el Libro rojo. Había permanecido inédito, hasta su publicación en inglés el 7 de octubre de 2009.

## Desarrollo
Durante la Primera Guerra Mundial, Jung comenzó una larga autoexploración que denominó su confrontación con lo inconsciente. Durante este período, desarrolló sus principales teorías de lo inconsciente colectivo, los arquetipos, los tipos psicológicos y el proceso de individuación, y transformó la psicoterapia desde una práctica preocupada por el tratamiento de la patología en un medio de reconexión con el alma y recuperación del sentido en la vida. En el corazón de este esfuerzo, estuvo su legendario Libro rojo (Rote Buch, en alemán), un manuscrito voluminoso, ilustrado y encuadernado en cuero que escribió entre 1914 y 1930, y que contenía el núcleo de sus obras posteriores. Aunque Jung consideró el Libro rojo o Liber Novus (Libro nuevo) el trabajo central en su obra, había permanecido inédito hasta la actualidad, y no estuvo disponible para su estudio y pasó inadvertido para el público en general. El escrito puede describirse mejor como un trabajo de psicología en una forma literaria y profética. Es posiblemente el trabajo inédito más influyente en la historia de la psicología. Su publicación fue un hito que inauguró una nueva era en la comprensión de la vida y trabajo de Jung.

Los años... cuando perseguí las imágenes interiores fue el momento más importante de mi vida. Todo lo demás se deriva de ello. Comenzó en aquel tiempo, y los detalles posteriores apenas importan nada. Mi vida entera consistió en la elaboración de lo que había irrumpido progresivamente desde lo inconsciente e inundado como una corriente enigmática y amenazado con desbordarme. Esa fue la sustancia y el material para más de una sola vida. Todo lo posterior fue meramente la clasificación externa, la elaboración científica, y la integración en la vida. Pero el inicio numinoso, que contenía todo, fue entonces.

El volumen tamaño folio (15.35 por 11.57 pulgadas; 38.99 por 29.39 cm) consiste en 205 páginas de texto en imperiosa caligrafía a mano de Jung y, desde su calificado pincel, impresionantes pinturas. De ellas, 53 páginas son imágenes completas, 71 páginas contienen texto y 81 imágenes y páginas son puro texto caligráfico.
El Libro rojo es una obra que trae a la mente aquellos manuscritos iluminados, como el Libro de Kells y los Libros proféticos de William Blake.

## Contexto
Jung estuvo ligado con Sigmund Freud durante un período de aproximadamente cinco años, comenzando en 1907. Su relación se volvería cada vez más enconada, y cuando la ruptura definitiva se produjo en 1913, Jung se retiró de muchas de sus actividades profesionales durante un tiempo para seguir desarrollando sus propias teorías. Los biógrafos no están de acuerdo en cuanto a si este período representó una crisis psicológica. Anthony Storr, reflejando el propio juicio de Jung de que fue "amenazado por una psicosis" durante este tiempo, llegó a la conclusión de que el período representó un episodio psicótico.
Jung se refería al episodio como una especie de experimento, una confrontación voluntaria con lo inconsciente. La biógrafa Barbara Hannah, que estuvo próxima a Jung posteriormente, comparó la experiencia de Jung con el encuentro de Menelao con Proteo, en la Odisea. Jung, dijo, "hizo una norma de no permitir marchar a la figura o figuras con las que se encontró hasta que le hubieran dicho por qué se le habían aparecido".

## Contenido
El Libro rojo fue un producto de una técnica desarrollada por Jung que denominó imaginación activa. Tal como lo describe Jung, fue visitado por dos figuras, un anciano y una mujer joven, a las que identificó como Elías y Salomé. Estuvieron acompañados por una gran serpiente negra. Con el tiempo, la figura de Elías se convertiría en un guía espiritual que Jung llamó Filemon (ΦΙΛΗΜΩΝ, originalmente escrito en griego). Salomé fue identificada por Jung como una figura de ánima. Las figuras, según Jung, "me llevaron al convencimiento de que existen otras cosas en el alma que no hago yo, sino que ocurren por sí mismas y tienen su propia vida".
La figura Filemón representaba un conocimiento superior, y se comunicaba a través de imágenes míticas. Las imágenes no parecían provenir de la propia experiencia de Jung, interpretándolas como productos de lo inconsciente colectivo. Además de las palabras de Filemón y de las otras figuras, el Libro rojo contiene iluminaciones detalladas en dos tercios de sus páginas. Algunas de ellas se reproducen en el libro de Aniela Jaffé, C. G. Jung: Word and Image.
Las fantasías que por entonces se le presentaban a Jung las escribía primeramente en los Schwarzen Büchern (Libros negros) y posteriormente las transcribía al Rote Buch (Libro rojo), ampliado con ilustraciones, una de ellas la del propio Filemón.
Aniela Jaffé aclara que "Los Schwarzen Büchern comprenden seis volúmenes encuadernados en piel negra; el Rote Buch, un infolio encuadernado en piel roja, contiene las mismas fantasías, pero en una forma y lenguaje retocados y en escritura gótica caligráfica, a la manera de los manuscritos medievales".
Jung incluirá en sus memorias (Recuerdos, sueños, pensamientos) dos escritos independientes de los Schwarzen Büchern y el Rote Buch:
1. Por un lado, un Complemento al Rote Buch (1959).[17]
2. Por el otro, los Septem Sermones ad Mortuos (1916).[18]

## Publicación y visualización

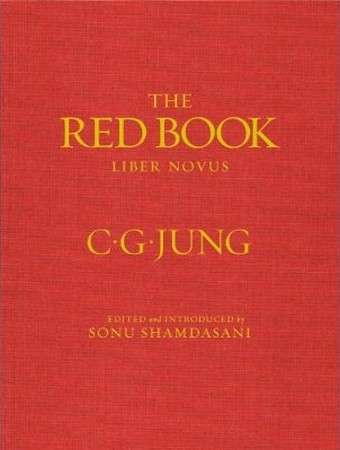
Portada de la edición inglesa.

Hasta el año 2000, los herederos de Jung se negaron a autorizar la publicación del libro y permitir a los estudiosos el acceso al mismo, y buena parte del tiempo permaneció encerrado en la caja fuerte de un banco suizo. Hasta septiembre de 2009, sólo alrededor de dos docenas de personas lo habían visto. El historiador Sonu Shamdasani, un empleado de los herederos de Jung y su asesor en el manejo del material inédito, y Stephen Martin, analista junguiano, crearon la Fundación Philemón, con el fin de facilitar la publicación de las obras inéditas de Jung.
Ulrich Hoerni, nieto de Jung, que gestiona sus archivos, decidió publicarlo tras tres años de ser persuadido por Shamdasani. W. W. Norton & Company preparó una edición facsímil del Libro rojo, en su versión original en alemán, con traducción al inglés y extensa anotación. En 2007, DigitalFusion escaneó la obra a una décima parte de un milímetro con un escáner de 10.200 píxeles. Finalmente, salió a la luz el 7 de octubre de 2009.
El Rubin Museum of Art de Nueva York mostró el libro original y pequeños diarios originales, así como los Schwarzen Büchern (Libros negros) del 7 de octubre de 2009 al 15 de febrero de 2010. De ahí, se trasladó al Hammer Museum de Los Ángeles, California, del 11 de abril al 6 de junio de 2010. Finalmente, recaló en la Biblioteca del Congreso de Estados Unidos, Washington D. C., del 17 de junio al 25 de septiembre de 2010.
Tras su inicial periplo estadounidense, se exhibió en Europa, comenzando en el Museo Rietberg de Zúrich, Suiza, del 17 de diciembre de 2010 al 20 de marzo de 2011, para exhibirse después en el Museo Guimet de Francia del 7 de septiembre al 7 de noviembre de 2011, coincidiendo con la publicación de su versión francófona. Del 25 de noviembre de 2011 al 25 de marzo de 2012, retornó a su origen en Suiza, y se presentó en la Martin Bodmer Foundation, Cologny, Ginebra.
El 1 de junio de 2013 formó parte de la muestra del Pabellón Central de la Bienal de Venecia.

## Presentación de la obra
Desde su publicación, se llevaron a cabo diversas conferencias y presentaciones, sobre todo en el ámbito anglosajón. La Fundación Vocación Humana presentó la edición del Libro rojo el 9 de diciembre de 2009, en el Malba, a cargo del doctor Bernardo Nante. La Fundación Carl Gustav Jung de España realizó su presentación el 13 de enero de 2010, en Barcelona, y el 3 de febrero de 2010, en Madrid. Gradualmente se fueron recabando las primeras impresiones y análisis de la obra.

## Edición en español
A la publicación original en inglés, se sumó en el 2009 su correspondiente edición en alemán. Ya en 2010 se publicaron las versiones correspondientes en japonés, portugués, español, italiano y checo, y en 2011 en francés y rumano.
Por iniciativa de Soledad Costantini, el sello El Hilo de Ariadna para Malba - Fundación Costantini publicó en noviembre de 2010 el Libro rojo de C. G. Jung en castellano, en colaboración con la editorial Norton, bajo el cuidado, traducción y comentario del doctor Bernardo Nante y un equipo de estudiosos de la Fundación Vocación Humana de Buenos Aires. La publicación tiene la misma calidad que la original; incluye el facsímil del bello manuscrito alemán con todas sus ilustraciones, el estudio y las notas de su editor, Sonu Shamdasani, a los cuales se suman los comentarios de Bernardo Nante. Su presentación mundial fue los días 10 y 11 de noviembre en Madrid y en Barcelona, respectivamente, así como el 15 de diciembre en Malba.

## Libros negros

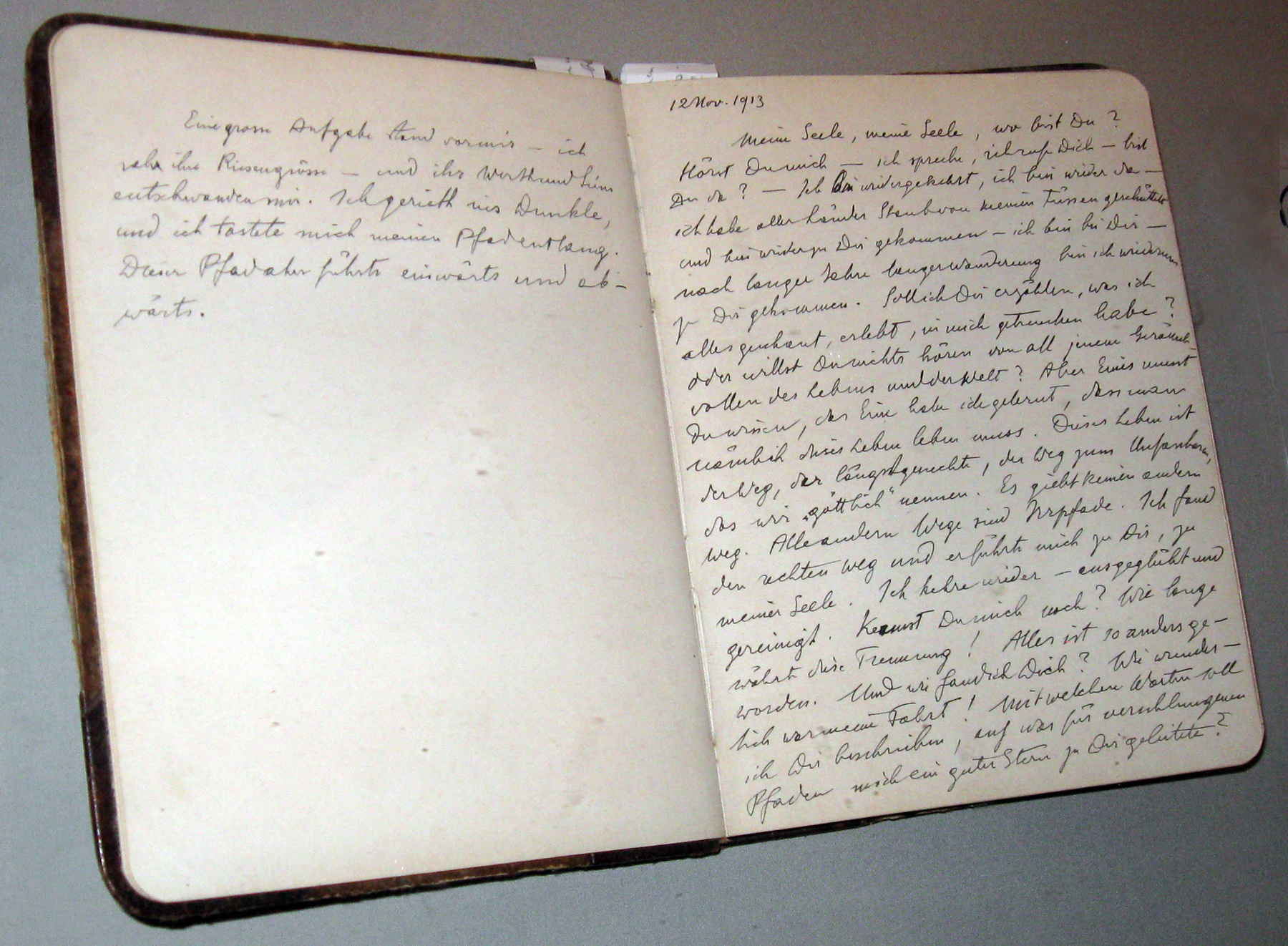
Libros negros

La Philemon Foundation anunció en diciembre de 2012 la preparación para su publicación de los Black Books, en colaboración con la Stiftung der Werke von C. G. Jung y W. W. Norton & Company, editora del Libro rojo. Fue editado y presentado por el editor general de la Philemon Foundation, Sonu Shamdasani, y traducido por Martin Liebscher, John Peck y el propio Shamdasani. La publicación de la editorial W. W. Norton fue una edición facsímil de siete volúmenes en cartoné, designados por sus fechas, en una caja especial. Su fecha de lanzamiento fue el 13 de octubre de 2020.

## Edición en castellano
- Jung, Carl Gustav (2010, 2019). El Libro rojo (Tercera edición). Edición en castellano. Traducción Romina Scheuschener y Valentín Romero, dirección Laura S. Carugati, supervisión Bernardo Nante. Colección Catena Aurea. Editorial El hilo de Ariadna: Malba & Fundación Costantini. ISBN 978-987-3761-41-6.
- – (2012, 2019, 2023). El Libro rojo. Versión de estudio. Editio minor. Edición portable en castellano. El hilo de Ariadna: Malba & Fundación Costantini. ISBN 9788412495843.